# ルビスコリン
ルビスコリン（英: rubiscolin）は、ホウレンソウの葉に含まれるリブロース1,5-ビスリン酸カルボキシラーゼ/オキシゲナーゼ（Rubisco）の消化の際に形成されるオピオイドペプチドである。ルビスコリンはオピエートの効果を模倣し、脳に影響を与える。これらのペプチドは、グルテンエキソルフィンととても良く似ている。
ルビスコリンには、2種類の構造が知られている。
- ルビスコリン-5
  - 構造: H-Gly-Tyr-Tyr-Pro-OH
  - 化学式: C30H45N5O9
  - 分子量: 619.70 g/mol

- ルビスコリン-6
  - σ1受容体（英語版）とドーパミン受容体D1（英語版）の活性化によって抗不安作用を示す[2]。
  - 構造: H-Gly-Tyr-Tyr-Pro-Thr-OH
  - 化学式: C39H54N6O10
  - 分子量: 766.87 g/mol

## ルビスコリンに関する研究
ルビスコリンの構造と、消化後の生物学的反応に関する研究が行われている。ホウレンソウ由来のルビスコリンの三次構造と生物学的機能が実験室的に分析され、ルビスコリンは体内のδ-オピオイド受容体に結合する可能性があることが示されている。このルビスコリンとδ-オピオイド受容体とのアゴニスティックな関係を担うアミノ酸の解析により、ルビスコリンのδ-オピオイド受容体上の三次構造のマッピングが行われ、これらのタンパク質のアナログの作製と作用の実験室的な再現が行われている。ホウレンソウ由来のRubiscoをプロテアーゼのペプシンで消化したところ、MRWRD、MRW、LRIPVA、IAYKPAGペプチドが検出され、精製された。これらのペプチドは、アンジオテンシンI変換酵素（ACE）に結合して血圧降下作用を示すことが判明した。実験室で高血圧ラットに投与したところ、MRW、MRWRD、IAYKPAGは、ペプチドの摂取後2時間、4時間、4時間後に降圧作用を示した。LRIPVAペプチドは実験用ラットで降圧反応を誘導しなかった。